# Falance
Falance o Falange (in greco antico: Φάλαγξ?, Phalanx) è un personaggio della mitologia greca. La storia di Falance è contenuta nei Theriaká di Nicandro, il quale la attribuisce a sua volta ad un certo "Teofilo Zenodoteo" di cui non si sa null'altro. 
Secondo il suo racconto, Falance era un giovane ateniese, figlio di Idmone di Colofone e quindi fratello di Aracne. La dea Atena istruì Falance nell'arte marziale e Aracne in quella della tessitura e del canto: i due fratelli si unirono però in un amore incestuoso e Atena, per punirli, li trasformò in ragni o in vipere, animali che, secondo il narratore, vengono divorati dai propri figli.
Questa storia è marcatamente differente dalla versione più comunemente tramandata del mito di Aracne, quella di Ovidio, nella quale Falance non compare. Il nome di Falance costituisce un doppio richiamo: il termine greco φάλαγξ indicava infatti sia la falange militare (il giovane venne addestrato nell'arte della guerra), sia una sorta di ragno (va notato che, con questo vocabolo, i greci indicavano plausibilmente solo i "ragni vagabondi", che cacciano senza costruire la tela; da qui deriva "falangioidi", un altro nome per indicare gli opilionidi).